# Сверхъестественное (7-й сезон)
Седьмой сезон американского мистического телесериала «Сверхъестественное», созданного Эриком Крипке, премьера которого состоялась на канале The CW 23 сентября 2011 года, а заключительная серия вышла 18 мая 2012 года, состоит из 23 серий.
Сериал повествует о двух братьях — охотниках за нечистью, которые путешествуют по Соединённым Штатам Америки на чёрной Chevrolet Impala 1967 года, расследуя паранормальные явления, многие из которых основаны на городских легендах и фольклоре, а также сражаются с порождениями зла: демонами, призраками и другой нечистью.

## В ролях

### Главные актёры
- Джаред Падалеки — Сэм Винчестер и Сэм-левиафан;
- Дженсен Эклс — Дин Винчестер, Люцифер и Дин-левиафан.

### Приглашенные актёры
- Джим Бивер — Бобби Сингер и Чет;
- Кэмерон Бэнкрофт — доктор Гэйнс;
- Ларисса Гомес — Луиза и Бобби Сингер;
- Эмма Грабински и Джуэл Стэйт — Эми Понд;
- Фелиция Дэй — Чарли Брэдбери;
- Каризма Карпентер — Мэгги Старк;
- Миша Коллинз — Кастиэль и левиафаны;
- Ди Джей Куоллс — Гарт Фитцджеральд IV;
- Каира Лейедо — Линда Трен;
- Рэйчел Майнер — Мэг Мастерс;
- Мэдисон Маклафлин — Крисси Чемберс;
- Кевин Макнелли — Фрэнк Деверо;
- Джеймс Марстерс — Дон Старк;
- Бенито Мартинес — Эдгар;
- Марк Пеллегрино — Люцифер;
- Эмили Перкинс — Бекки Розен;
- Шон Оуэн Робертс — Чет;
- Джулиан Ричингс — Смерть;
- Ким Родс — шериф Джоди Миллс;
- Джеймс Патрик Стюарт — Дик Роман;
- Алона Таль — Джо Харвелл;
- Стивен Уильямс — Руфус Тёрнер;
- Рик Уорти — альфа-вампир;
- Кэрри Флеминг — Карен Сингер;
- Осрик Чау — Кевин Трен;
- Оливия Ченг — Сьюзан;
- Марк А. Шеппард — Кроули.

## Список эпизодов
| № общий | № в сезоне | Название                                                                                           | Режиссёр       | Автор сценария                    | Дата премьеры    | Зрители в США (млн) |
| --- | ---------- | -------------------------------------------------------------------------------------------------- | -------------- | --------------------------------- | ---------------- | ------------------- |
| 127 | 1          | «Встречайте нового босса» «Meet the New Boss»                                                      | Фил Сгриккиа   | Сера Гэмбл                        | 23 сентября 2011 | 2,01                |
| Кастиэль не убивает Сэма, Дина и Бобби, но предупреждает их, чтобы они не лезли в его дела. Исходя из своего нового божественного положения, Кастиэль начинает наводить порядок в этом мире. Дин решает, что они должны поймать Смерть и заставить его остановить Кастиэля, но бывший ангел — на шаг впереди их, и он оставляет Дина один на один с очень разозлённым Смертью. Тем временем Сэм изо всех сил пытается справиться с рухнувшей стеной у себя в голове.                                                              |            | |                |                                   |                  |                     |
| 128 | 2          | «Привет, жестокий мир» «Hello Cruel World»                                                         | Гай Би         | Бен Эдлунд                        | 30 сентября 2011 | 1,80                |
| Рухнувшая стена в голове Сэма становится причиной галлюцинаций, и он уже не может отличить явь от видений. Бобби опасается, что Дин не сможет одновременно и противостоять левиафанам, и присматривать за Сэмом. |            | |                |                                   |                  |                     |
| 129 | 3          | «Простая девчонка» «The Girl Next Door»                                                            | Дженсен Эклс   | Эндрю Дабб и Дэниэл Лофлин        | 7 октября 2011   | 1,72                |
| Дин приходит в ярость, когда Сэм исчезает, в одиночку начав расследование дела, очень похожего на другое, которое он расследовал, когда был подростком. |            | |                |                                   |                  |                     |
| 130 | 4          | «Защищая свою жизнь» «Defending Your Life»                                                         | Роберт Сингер  | Адам Гласс                        | 14 октября 2011  | 1,69                |
| Сэм и Дин расследуют череду ужасных убийств и обнаруживают, что во всех смертях виноват египетский бог Осирис. Мстительный бог судит людей за их ошибки и приговаривает к смерти, если признает их виновными. Он обвиняет Дина и решает, что тот должен предстать перед его судом. |            | |                |                                   |                  |                     |
| 131 | 5          | «Милые бранятся — только тешатся» «Shut Up, Dr. Phil»                                              | Фил Сгриккиа   | Брэд Бакнер и Евгения Росс-Леминг | 21 октября 2011  | 1,92                |
| Сэм и Дин встречают Мэгги Старк, ведьму, обрушившую свой гнев на маленький городок, что привело к многочисленным жертвам. Братья разыскивают её мужа, Дональда, чтобы узнать, может ли он помочь. Дональд говорит, что Мэгги злится на него из-за его любовной интрижки, и теперь от её злости страдают все горожане. |            | |                |                                   |                  |                     |
| 132 | 6          | «Убойное чтиво» «Slash Fiction»                                                                    | Джон Шоуолтер  | Робби Томпсон                     | 28 октября 2011  | 1,74                |
| ФБР снова объявляет в розыск Сэма и Дина из-за того, что 2 левиафана клонировали братьев и начали убивать направо и налево. Объектам национального розыска, настоящим Сэму и Дину, приходится скрываться, поэтому Бобби отправляет их за помощью к Фрэнку Деверо — чудаковатому эксперту по слежке. Сам Бобби в это время продолжает искать способ убить левиафанов или, по крайней мере, причинить им хоть какой-то вред, чтобы настоящие Винчестеры смогли остановить своих злодейских двойников.                               |            | |                |                                   |                  |                     |
| 133 | 7          | «Менталисты» «The Mentalists»                                                                      | Майк Рол       | Бен Экер и Бен Блэкер             | 4 ноября 2011    | 1,84                |
| Сэм и Дин расследуют жестокие убийства местных экстрасенсов в городке Лили Дейл, самого богатого на медиумов города Америки. Они узнают, что злобный призрак убивает ясновидящих одного за другим, но в городе, полном людей, которые заявляют, что способны вызывать призраков, нелегко вычислить настоящего «повелителя духов». |            | |                |                                   |                  |                     |
| 134 | 8          | «Седьмой сезон — пора жениться!» «Season 7, Time for a Wedding!»                                   | Тим Эндрю      | Эндрю Дабб и Дэниэл Лофлин        | 11 ноября 2011   | 1,85                |
| На очередной охоте Сэм и Дин натыкаются на одного старого знакомого, и тут вспоминаются прежние счёты. Пока суть да дело, Дин неожиданно для себя попадает в такую ситуацию, что ему поневоле приходится скооперироваться с чудаковатым, но неплохим охотником Гартом. |            | |                |                                   |                  |                     |
| 135 | 9          | «Как завоевать друзей и оказывать влияние на монстров» «How to Win Friends and Influence Monsters» | Гай Би         | Бен Эдлунд                        | 18 ноября 2011   | 1,55                |
| Сэм, Дин и Бобби становятся охотниками в прямом смысле слова и, чтобы выследить существо, нападающее на людей в лесу, разбивают лагерь в парке Нью-Джерси. Жители города утверждают, что это настоящий дьявол из Джерси. Тем временем Дин с удовольствием обнаруживает в городе ресторан Биггерсона, но его ждёт разочарование, когда оказывается, что, съев фирменный сэндвич, люди сходят с ума. |            | |                |                                   |                  |                     |
| 136 | 10         | «На пороге смерти» «'Death's Door'»                                                                | Роберт Сингер  | Сера Гэмбл                        | 2 декабря 2011   | 1,89                |
| Пока Сэм и Дин пытаются обогнать время, выполняя миссию, ставки в которой высоки, Бобби ищет помощи у старинного друга, чтобы разрешить одну чрезвычайно личную проблему. |            | |                |                                   |                  |                     |
| 137 | 11         | «Ох уж эти детки» «Adventures in Babysitting»                                                      | Жанно Шварц    | Адам Гласс                        | 6 января 2012    | 1,82                |
| Не пришедший в себя после того, что случилось с Бобби, Дин одержим идеей найти способ прикончить Дика, в то время как Сэм решает помочь девочке-подростку отыскать её отца, пропавшего без вести охотника. |            | |                |                                   |                  |                     |
| 138 | 12         | «Путешествие во времени» «Time After Time»                                                         | Фил Сгриккиа   | Робби Томпсон                     | 13 января 2012   | 1,55                |
| Пытаясь спасти Дина, которого бог времени закинул в 1944 год в компанию к Элиоту Нессу, Сэм неожиданно встречает старого друга. |            | |                |                                   |                  |                     |
| 139 | 13         | «Душегубки» «The Slice Girls»                                                                      | Джерри Ванек   | Брэд Бакнер и Евгения Росс-Леминг | 3 февраля 2012   | 1,72                |
| Сэм и Дин расследуют случаи смертей, когда у жертв отрублены кисти рук и ступни, причём, на груди пострадавших вырезаны странные символы. Пока Сэм ищет информацию в местном университете, Дин отправляется в своё излюбленное место проведения расследований — местный бар. Дин завязывает беседу с местной жительницей по имени Лидия, и они отправляются к ней домой. Сэм выясняет, что символы на жертвах — знаки воинов-амазонок.                                                                                            |            | |                |                                   |                  |                     |
| 140 | 14         | «Волшебный зверинец Плаки Свистуна» «'Plucky Pennywhistle's Magical Menagerie'»                    | Майк Рол       | Эндрю Дабб и Дэниэл Лофлин        | 10 февраля 2012  | 1,88                |
| Очередное дело приводит Винчестеров в Канзас, где Сэму предстоит лицом к лицу встретиться со своими детскими страхами. Винчестеры проводят расследование в местной пиццерии, где устраиваются празднования дней рождения для детей. Сэм и Дин выясняют, что дети всех жертв недавно побывали в этом ресторане и рисовали картинки своих самых жутких страхов, которые затем явились убить их родителей. Пока Дин разбирается с человеком, стоящим за этим волшебством, Сэм вынужден схлестнуться с чрезвычайно злобными клоунами. |            | |                |                                   |                  |                     |
| 141 | 15         | «Потрошитель» «Repo Man»                                                                           | Томас Дж. Райт | Бен Эдлунд                        | 17 февраля 2012  | 1,74                |
| 4 года назад Сэм и Дин изгнали демона, убивавшего женщин в небольшом городке. Тогда, изгнав демона, Винчестеры спасли почтового служащего Джефри, а теперь, похоже, черноглазый монстр вернулся и снова начал убивать. Винчестеры решили наведаться к Джефри и проверить, не вселился ли в него снова демон. |            | |                |                                   |                  |                     |
| 142 | 16         | «Расстанься с прошлым» «Out with the Old»                                                          | Джон Шоуолтер  | Роберт Сингер и Дженни Клайн      | 16 марта 2012    | 1,73                |
| Погибает балерина, натанцевавшись до смерти. Сэм и Дин решают расследовать это дело и обнаруживают, что на пуанты наложено проклятие. Кроме того, пуанты — не единственные проклятые вещи, которые были проданы после смерти охотницы её сыном ввиду того, что магазинчик купили левиафаны. |            | |                |                                   |                  |                     |
| 143 | 17         | «Вспомнить всё» «The Born-Again Identity»                                                          | Роберт Сингер  | Сера Гэмбл                        | 23 марта 2012    | 1,63                |
| Люцифер доводит Сэма до предела и тот попадает в психиатрическую больницу. Отчаянно пытаясь спасти своего брата, Дин обращается к охотникам, вдруг кто-нибудь знает, как ему можно помочь. Один из охотников называет Дину имя целителя, который неожиданно оказывается кем-то очень знакомым... |            | |                |                                   |                  |                     |
| 144 | 18         | «Вздрогнем, Гарт» «Party On, Garth»                                                                | Фил Сгриккиа   | Адам Гласс                        | 30 марта 2012    | 1,78                |
| Дину неожиданно звонит Гарт и просит братьев ему помочь. Винчестеры выясняют, что имеют дело с сёдзё, японским существом, которое насылают на врагов, чтобы отомстить. Самое плохое в схватке с сёдзё, то, что увидеть его можно только после большой дозы спиртного. |            | |                |                                   |                  |                     |
| 145 | 19         | «Дело жизни и смерти» «Of Grave Importance»                                                        | Тим Эндрю      | Брэд Бакнер и Евгения Росс-Леминг | 20 апреля 2012   | 1,57                |
| Сэму и Дину звонит охотница Энни Хокинс и предлагает встретиться. Когда они прибывают в город, то узнают, что Энни исчезла. Они отслеживают её след до заброшенного дома, в котором водится сильный призрак. |            | |                |                                   |                  |                     |
| 146 | 20         | «Девушка с татуировкой „Подземелья и драконы“» «The Girl With The Dungeons and Dragons Tattoo»     | Джон Маккарти  | Робби Томпсон                     | 27 апреля 2012   | 1,61                |
| В руки к Дику попадает жесткий диск Фрэнка, на котором содержится конфиденциальная информация о Винчестерах. Он передаёт его ничего не подозревающему гениальному хакеру Чарли, и сообщает ей, что у неё есть 3 дня на взлом, иначе она будет уволена. Сэм и Дин узнают, что жёсткий диск у Дика и пытаются добраться до Чарли раньше, чем она взломает код. Между тем, Бобби пытается помочь братьям, но он слишком зол на Дика за то, что тот его прикончил, и это начинает здорово ему мешать.                                 |            | |                |                                   |                  |                     |
| 147 | 21         | «Ученье — свет» «Reading is Fundamental»                                                           | Бен Эдлунд     | Бен Эдлунд                        | 4 мая 2012       | 1,66                |
| Мэг звонит Винчестерам и сообщает, что Кастиэль очнулся и заговорил. Тем временем в подростка по имени Кевин ударяет молния, и он невольно превращается в пророка. Сэм и Дин верят, что Кевин является ключом к победе над левиафанами, но сначала нужно отбить его у двух ангелов, жаждущих использовать его в своих личных целях. |            | |                |                                   |                  |                     |
| 148 | 22         | «И будет кровь» «There Will Be Blood»                                                              | Гай Би         | Эндрю Дабб и Дэниэл Лофлин        | 11 мая 2012      | 1,58                |
| Сэм и Дин ищут Альфу — для того, чтобы победить Дика и левиафанов, Сэм и Дин должны найти 3 ключа. Кастиэль помогает найти один, но в поисках остальных Винчестеры столкнутся с двумя своими самыми сильными противниками — Альфой и Кроули. Между тем, Бобби пробует новый призрачный трюк, последствия которого очень опасны. |            | |                |                                   |                  |                     |
| 149 | 23         | «Выживают сильнейшие» «Survival of the Fittest»                                                    | Роберт Сингер  | Сера Гэмбл                        | 18 мая 2012      | 1,56                |
| Чтобы победить Дика, братья штурмуют компанию «Сакрокорп». Они готовятся к битве с лидером левиафанов. Дик на последнем этапе своего плана, и Винчестеры должны объединиться с Кастиэлем, Бобби, Мэг и Кевином, чтобы остановить его. Однако, Дик — один из самых умных врагов, с которым они когда-либо сталкивались, так что только игра умов решит, кто одержит верх. |            | |                |                                   |                  |                     |